# Vyksa
Vyksa (in russo Выкса?) è una città della Russia europea centro-orientale, nell'oblast' di Nižnij Novgorod, centro amministrativo dell'omonimo circondario urbano. Fino al 2011 era capoluogo del rajon Vyksunskij.
Sorge non lontano dalle rive del fiume Oka e dista circa 180 km da Nižnij Novgorod.
Fondata nel 1757, ha ricevuto lo status di città nel 1934 .